# Полонський Радій Федорович
Радій Федорович Полонський (12 жовтня 1930, Харків — 5 травня 2003) — український і радянський письменник, журналіст, перекладач.

## Біографія
Народився 12 жовтня 1930 року в місті Харкові в сім'ї агронома. Закінчив Харківський університет. Десять років пропрацював журналістом у періодичних виданнях Закарпаття, Харкова і Києва. В шістдесятих роках працював кореспондентом українського радіо. Член Національної спілки письменників України.
Писати почав у 1954 році, в 1960 році була видана перша збірка «Весна на рейках». Найбільш відомою дитячою казкою «Таємниця Країни суниць», за мотивами якої студією «Київнаукфільм» у 1973 році було створено однойменний мультфільм.
Помер 5 травня 2003 року.